# Lakani
Lakani (auch: Lagané) ist ein Dorf in der Landgemeinde N’Gourti in Niger.

## Geographie
Das von einem traditionellen Ortsvorsteher (chef traditionnel) geleitete Dorf befindet sich rund 90 Kilometer südwestlich des Hauptorts N’Gourti der gleichnamigen Landgemeinde und des gleichnamigen Departements N’Gourti, das zur Region Diffa gehört. Zu den weiteren Siedlungen in der Umgebung von Lakani zählen Blahardey im Norden und Kossotori im Nordwesten.
Lakani liegt im Tal Dilia de Lagané, das nach dem Dorf benannt ist. Das Tal bildet eine 1000 km² große Important Bird Area. Es herrscht das Klima der Sahara vor, mit einer durchschnittlichen jährlichen Niederschlagsmenge von unter 200 mm.

## Bevölkerung
Bei der Volkszählung 2012 hatte Lakani 400 Einwohner, die in 68 Haushalten lebten. Bei der Volkszählung 2001 betrug die Einwohnerzahl 354 in 63 Haushalten und bei der Volkszählung 1988 belief sich die Einwohnerzahl auf 92 in 14 Haushalten.
Die Bevölkerungsdichte in diesem Gebiet ist gering und liegt bei unter 10 Einwohnern je Quadratkilometer.

## Wirtschaft und Infrastruktur
Lakani liegt in einem Gebiet der Naturweidewirtschaft, wobei vor allem die Rinder- und Schafzucht wirtschaftlich bedeutend sind. Es gibt eine Schule im Dorf.